# 翁 (康塔尔省)
翁是法国康塔尔省的一个市镇，位于该省西南部，属于歐里亞克區。该市镇总面积12.62平方公里，2009年时的人口为342人。

## 人口
翁人口变化图示
| 数据来源：INSEE |